# 10e étape du Tour d'Espagne 2025
Pour un article plus général, voir Tour d'Espagne 2025.
La 10e étape du Tour d'Espagne 2025 se déroule le mardi 2 septembre 2025 entre le parc d'aventure Sendaviva et Larra-Belagua, en Navarre, sur une distance de 175,3 km.

## Parcours
Cette étape au profil plat puis vallonné traverse la Navarre en s'élevant progressivement vers l'arrivée dans la station de ski de Larra-Belagua (col de 1re catégorie).

## Résultats

### Classement de l'étape
| \| Classement de l'étape \| Classement de l'étape \| Classement de l'étape \| Classement de l'étape \| Classement de l'étape \| \| Coureur \| Coureur \| Pays \| Équipe \| Temps \| \| --------------------- \| --------------------- \| --------------------- \| --------------------- \| --------------------- \| |         |      |        |       |
| |         |      |        |       |
| Source : ProCyclingStats |         |      |        |       |
| Classement de l'étape |         |      |        |       |
| Coureur | Coureur | Pays | Équipe | Temps |

### Points attribués pour le classement du meilleur grimpeur
| \| Alto de las Coronas (km 127,7) 3e catégorie km à %) \| Alto de las Coronas (km 127,7) 3e catégorie km à %) \| Alto de las Coronas (km 127,7) 3e catégorie km à %) \| Alto de las Coronas (km 127,7) 3e catégorie km à %) \| Alto de las Coronas (km 127,7) 3e catégorie km à %) \| \| --------------------------------------------------- \| --------------------------------------------------- \| --------------------------------------------------- \| --------------------------------------------------- \| --------------------------------------------------- \| \| \| Coureur \| Pays \| Équipe \| Point(s) \| \| modifier \| \| \| \| \| |         |      |        |          |
| Alto de las Coronas (km 127,7) 3e catégorie km à %) |         |      |        |          |
| | Coureur | Pays | Équipe | Point(s) |
| modifier |         |      |        |          |

| \| Larra-Belagua (km 175,3) 1re catégorie km à %) \| Larra-Belagua (km 175,3) 1re catégorie km à %) \| Larra-Belagua (km 175,3) 1re catégorie km à %) \| Larra-Belagua (km 175,3) 1re catégorie km à %) \| Larra-Belagua (km 175,3) 1re catégorie km à %) \| \| ---------------------------------------------- \| ---------------------------------------------- \| ---------------------------------------------- \| ---------------------------------------------- \| ---------------------------------------------- \| \| \| Coureur \| Pays \| Équipe \| Point(s) \| \| modifier \| \| \| \| \| |         |      |        |          |
| Larra-Belagua (km 175,3) 1re catégorie km à %) |         |      |        |          |
| | Coureur | Pays | Équipe | Point(s) |
| modifier |         |      |        |          |

## Classements à l'issue de l'étape

### Classement général
| \| Classement général \| Classement général \| Classement général \| Classement général \| Classement général \| \| Coureur \| Coureur \| Pays \| Équipe \| Temps \| \| ------------------ \| ------------------ \| ------------------ \| ------------------ \| ------------------ \| |         |      |        |       |
| |         |      |        |       |
| Source : ProCyclingStats |         |      |        |       |
| Classement général |         |      |        |       |
| Coureur | Coureur | Pays | Équipe | Temps |

| Classement par points | Classement par points | Classement par points | Classement par points | Classement par points |
| Coureur               | Coureur               | Pays                  | Équipe                | Points                |
| --------------------- | --------------------- | --------------------- | --------------------- | --------------------- |

| Classement par points | Classement par points | Classement par points | Classement par points | Classement par points |
| Coureur               | Coureur               | Pays                  | Équipe                | Points                |
| --------------------- | --------------------- | --------------------- | --------------------- | --------------------- |

| Classement de la montagne | Classement de la montagne | Classement de la montagne | Classement de la montagne | Classement de la montagne |
| Coureur                   | Coureur                   | Pays                      | Équipe                    | Points                    |
| ------------------------- | ------------------------- | ------------------------- | ------------------------- | ------------------------- |

| Classement de la montagne | Classement de la montagne | Classement de la montagne | Classement de la montagne | Classement de la montagne |
| Coureur                   | Coureur                   | Pays                      | Équipe                    | Points                    |
| ------------------------- | ------------------------- | ------------------------- | ------------------------- | ------------------------- |

| Classement du meilleur jeune | Classement du meilleur jeune | Classement du meilleur jeune | Classement du meilleur jeune | Classement du meilleur jeune |
| Coureur                      | Coureur                      | Pays                         | Équipe                       | Temps                        |
| ---------------------------- | ---------------------------- | ---------------------------- | ---------------------------- | ---------------------------- |

| Classement du meilleur jeune | Classement du meilleur jeune | Classement du meilleur jeune | Classement du meilleur jeune | Classement du meilleur jeune |
| Coureur                      | Coureur                      | Pays                         | Équipe                       | Temps                        |
| ---------------------------- | ---------------------------- | ---------------------------- | ---------------------------- | ---------------------------- |

| Classement par équipes | Classement par équipes | Classement par équipes | Classement par équipes |
| Équipe                 | Équipe                 | Pays                   | Temps                  |
| ---------------------- | ---------------------- | ---------------------- | ---------------------- |

| Classement par équipes | Classement par équipes | Classement par équipes | Classement par équipes |
| Équipe                 | Équipe                 | Pays                   | Temps                  |
| ---------------------- | ---------------------- | ---------------------- | ---------------------- |